# Sagitari (soldat)
Els sagitaris (Sagittarii) eren els arquers en l'antiga Roma. El terme sagittarii en el títol d'una unitat de cavalleria o infanteria indica un regiment d'arquers especialitzats. Les unitats auxiliars d'infanteria i cavalleria van aparèixer de forma regular a l'exèrcit romà durant l'Imperi Romà. Durant el Principat aproximadament dos terços de tots els arquers anaven a peu i només un terç a cavall. Mentre els arquers mercenaris a peu ja participaven en l'exèrcit republicà romà, els arquers a cavall no es van introduir fins que els romans van entrar en conflicte amb les faccions orientals que es basaven en gran manera amb el tir amb arc muntat en el segle i aC. El més notable és que els arquers a cavall parts van ser decisius per la derrota de Cras en la batalla de Carrhae. L'ús dels arquers a cavall ja s'estava generalitzant i fins i tot va donar suport a les campanyes romano-germàniques al nord d'Europa.
L'arma normal dels arquers romans, tant d'infanteria com de cavalleria, era l'arc compost, encara que Vegeci recomana entrenar als reclutes amb l'arcubus ligneis, arcs de fusta i que podria ser l'origen del costum nord-europeu d'utilitzar l'arc llarg. S'ha suggerit que la majoria dels arcs compostos utilitzats pels romans eren asimètrics amb la corba inferior més curta que la superior.
Al cinquè segle, es van registrar nombrosos regiments de cavalleria romana capacitats per utilitzar l'arc com un suplement a les seves espases i llances, però el Sagittarii semblava haver usat l'arc com la seva arma principal en lloc d'utilitzar-los com a arma complementària. Segons la Notitia Dignitatum, la majoria d'unitats de Sagittarii, especialment els Equites Sagittarii, estaven en l'Imperi Romà d'Orient o en Àfrica. Possiblement alguns dels regiments de cavalleria que altres portaven arcs com armes de suport, però no van ser els dedicats arquers muntats que el Sagittarii van ser. L'ús de l'arc com una arma primària probablement es va originar a l'est, a finals del segle iv i començament del segle v, com una forma d'ajudar l'exèrcit romà a enfrontar-se als arquers a cavall perses i huns.
En l'època dels relats de Procopi i de l'Strategikon de l'emperador Maurici, la principal arma dels exèrcits romans era la cavalleria, gran part de la qual estava armada amb arcs. Després de la caiguda de l'Imperi Romà d'Occident, els exèrcits orientals van mantenir l'ús militar d'arquers a cavall durant segles.
A la Columna de Trajà hi ha tres diferents classes d'arquers:
- Amb cuirassa, casc de forma cònica i capa.
- Sense armadura, gorra de tela cònica, llarg i armilla llarg.
- Equipats de la mateixa manera que els habituals d'infanteria auxiliars.

Les dues primeres classes d'arquers eren probablement d'origen sirià i la tercera d'origen de traci.